# Otto Kade
Otto Adolf Wenzel Kade (ur. 28 marca 1927 we Frýdlant, zm. 2 listopada 1980 w  Eichwalde) – niemiecki teoretyk przekładu, marksista, obok Gerta Jägera i Albrechta Neuberta jeden z najważniejszych członków tak zwanej Szkoły Lipskiej.

## Życie
W latach 1933–1943 Otto Kade uczęszczał do szkoły ludowej we Frydlant oraz do gimnazjum i szkoły średniej w Libercu. W 1943 Kade zaciągnął się na służbę we Flakturmie w Berlinie, a w 1944 został powołany do Reichsarbeitsdienst (Służby Pracy Rzeszy). W roku 1945 jako żołnierz dostał się do brytyjskiej niewoli. Po zwolnieniu, do roku 1946 pracował jako tłumacz ustny, po czym został przesiedlony do Radzieckiej strefy okupacyjnej do Budziszyna. Początkowo pracował tam jako nauczyciel, głównie języka rosyjskiego (m.in. w Instytucie Kształcenia Nauczycieli w Miśni), ale też czeskiego. W 1950 roku Otto Kade ukończył kursy kwalifikacyjne w Centralnym Niemieckim Instytucie Pedagogicznym (DPZI) w Berlinie. Tego samego roku został zastępcą dyrektora oraz wykładowcą w technikum pedagogicznym.
W latach 1950–1970 pracował jako tłumacz symultaniczny i konferencyjny (samouk), oraz szef kolektywów tłumaczeniowych NRD na konferencjach partyjnych, kongresach i międzynarodowych seminariach. Dziedziną przekładoznawstwa ostatecznie zajął się w 1956 roku, gdy został wykładowcą  nowo powstałego instytutu tłumaczeniowego na Uniwersytecie Karola Marksa w Lipsku i zastępcą dyrektora tego instytutu, Albrechta Neuberta (razem z którym był potem zaliczany do „Szkoły Lipskiej”).
W latach 1957–1961 oraz 1965-1969 był dyrektorem oraz zastępcą dyrektora instytutu tłumaczeniowego na wydziale filologicznym na Uniwersytecie w Lipsku. Od roku 1969 do 1980 był kierownikiem zakładu tłumaczeń słowiańsko-niemieckich wydziału językoznawstwa formalnego i stosowanego.

## Praca
W ciągu swojego życia Otto Kade zajmował wiele wpływowych stanowisk związanych nie tylko z tłumaczeniem. W latach 1957–1974 był współredaktorem, a następnie zastępcą redaktora naczelnego czasopisma naukowego „Fremdsprachen” (języki obce) traktującego o teorii i praktyce komunikacji międzyjęzykowej. Był również członkiem sekcji tłumaczeniowej w Ministerstwie Edukacji Wyższej i Technicznej w NRD (1965-1967), jak i organizacji Friedensrates der DDR wchodzącej w skład Światowej Rady Pokoju.
Rozprawa doktorska Kade pod tytułem „Subjektive und objektive Faktoren im Übersetzungsprozeß „ (Subiektywne i obiektywne czynniki w procesie tłumaczenia) była prawdopodobnie pierwszą rozprawą przekładoznawczą w Niemczech. W 1968 roku ukazała się ona jako suplement do czasopisma Fremdsprachen pod tytułem „Zufall und Gesetzmäßigkeit in der Übersetzung” (Przypadek i regularność w tłumaczeniu). W pracy tej Kade starał się wyjść poza granice czysto językoznawczego podejścia do tłumaczeń ustnych i pisemnych. Stanowi ona jedno z bardziej znaczących osiągnięć teorii tłumaczenia w Niemczech.
W swojej opublikowanej w 1980 roku rozprawie habilitacyjnej pod tytułem „Die Sprachmittlung als gesellschaftliche Erscheinung und Gegenstand wissenschaftlicher Untersuchung“ (Mediacja językowa jako zjawisko społeczne i przedmiot badań naukowych), Kade podjął próbę ustalenia zadań i celów przekładoznawstwa na podstawie analizy naukowej mediacji językowej.
To Otto Kade zaproponował by nazwać swoją dziedzinę „przekładoznawstwem”.
W 1980 r. dopracowywał swój model tłumaczenia. Próbował określić związek pomiędzy okolicznościami komunikacji, okolicznościami tłumaczenia i tekstami (źródłowym i docelowym), wykorzystując następujące, ułożone według ważności czynniki: cel komunikacji (zamierzone przekazane informacje tekstu), obiekt komunikacji (znaczeniowa składowa tekstu), nadawca, adresat/odbiorca, komunikatywność społeczności (wzgląd na relacje pomiędzy informacjami bezpośrednimi, pośrednimi i utożsamianymi) oraz warunki przekazu (z rozróżnieniem przekładu i interpretacji oraz ich mieszanych form).

### Ekwiwalencja w przekładzie
Kade uważał, że problemy w przekładzie wynikają z różnic w historii wytwarzania się społeczeństw. Tym samym, trudności z tłumaczeniami mogą zostać wyjaśnione po zbadaniu całości społeczeństw. Kade twierdził, że wzorem, kierunkowskazem dla tłumaczeń są językowe definicje ekwiwalencji. Definicje, których używał w swoich pracach to:
- nil equivalence (ekwiwalencja zerowa, czy też brak ekwiwalencji) – obserwowana, gdy w języku docelowym nie istnieje odpowiednik dla wyrażenia języka źródłowego
- one-to-many equivalence (ekwiwalencja w skali jeden do wielu) – gdy w języku docelowym istnieje więcej niż jedno wyrażenie przekazujące znaczenie wyrażenia języka źródłowego
- one-to-one equivalence (ekwiwalencja jeden do jednego) – gdy w języku docelowym istnieje dokładnie jedno wyrażenie będące odpowiednikiem wyrażenia języka źródłowego
- one-to-part-of-one equivalence (ekwiwalencja w skali jeden do części jednego) – gdy wyrażenie w języku docelowym przekazuje tylko część znaczenia wyrażenia języka źródłowego[4]

## Szkoła lipska
Otto Kade, Gert Jäger oraz Albrecht Neubert należeli do najważniejszych członków „lipskiej szkoły przekładoznawstwa”. Zajmowała się ona głównie teorią ekwiwalencji, traktowaną w przekładoznawstwie jako subdyscyplina językoznawstwa kontrastywnego. Według szkoły lipskiej celem przekładoznawstwa jest opracowanie „gramatyki tłumaczenia” na podstawie analizy i porównania systemów językowych.
Kade rozumie proces tłumaczenia jako komunikację pomiędzy dwoma językami, a tłumacza jako „pośrednika” pomiędzy nadawcą a odbiorcą. Zważywszy na fakt, że nadawca i odbiorca używają innego kodu (innego języka), tłumacz musi podjąć się zmiany kodowania. Proces ten dzieli się na trzy odrębne fazy: W fazie pierwszej tłumacz jest odbiorcą wiadomości nadanej przez nadawcę w języku źródłowym. W fazie drugiej tłumacz dokonuje zmiany kodowania. W fazie trzeciej tłumacz nadaje przekodowaną wiadomość do odbiorcy tekstu docelowego.
Wiele z terminów używanych dziś w przekładoznawstwie zostało wymyślonych przez przedstawicieli Szkoły Lipskiej.